# Módulo artiniano
En álgebra abstracta, un módulo artiniano es un módulo que satisface la condición de la cadena descendente en el conjunto parcialmente ordenado de sus submódulos. Es el concepto equivalente, para los módulos, a los anillos artinianos para los anillos, y un anillo es artiniano precisamente cuando es un módulo artiniano sobre sí mismo (respecto de la multiplicación por la izquierda o la derecha). Se nombra así a ambos conceptos por Emil Artin.
Cuando se asume el axioma de elección, la condición de la cadena descendente es equivalente a la condición del mínimo, con lo que alternativamente se puede utilizar ésta en la definición.
Al igual que los módulos noetherianos, los artinianos satisfacen la siguiente propiedad hereditaria:
- Si M es un R-módulo artiniano, también lo es cualquier submódulo y cualquier cociente de M.

El recíproco también es cierto:
- Si M es un R-módulo y N un submódulo artiniano tal que M/N es artiniano, entonces M es artiniano.

En consecuencia, cualquier módulo finitamente generado sobre un anillo artiniano es a su vez artiniano. Puesto que un anillo artiniano es a su vez un anillo noetheriano, y los módulos finitamente generados sobre anillos noetherianos son también noetherianos, se verifica que para un anillo artiniano R, cualquier R-módulo finitamente generado es a la vez noetheriano y artiniano, y de longitud finita; sin embargo, si R no es artiniano, o si M no es finitamente generado, pueden encontrarse contraejemplos.

## Anillos, módulos y bimódulos artinianos izquierdos y derechos
Un anillo R puede ser considerado un módulo por la derecha, bajo la acción natural de multiplicación (en el anillo) por la derecha. Si, como módulo, R es artiniano, se le denomina anillo artiniano por la derecha. La definición de anillo artiniano por la izquierda es totalmente análoga. Esta distinción es importante en el caso de anillos no-conmutativos, los cuales pueden ser artinianos solo por un lado. 
Los adjetivos izquierdo y derecho no suelen ser necesarios cuando se trata de módulos, porque un módulo M se define ya desde el principio como R-módulo izquierdo o como R-módulo derecho. Sin embargo, es posible que M tenga estructura de módulo por ambos lados, en cuyo caso es preciso indicar por qué lado es artiniano. Se suele decir entonces que M es artiniano izquierdo para denotar, en un abuso del lenguaje, que M es artiniano cuando se considera su estructura como R-módulo izquierdo (y análogamente para el caso derecho).
Los módulos con estructura por ambos lados no son infrecuentes, por ejemplo un anillo R tiene estructura de R-módulo izquierdo y de  R-módulo derecho. Además, este es un ejemplo de un bimódulo (i.e. en el que ambas multiplicaciones son compatibles). Es posible dotar a un grupo abeliano M de estructura de bimódulo R-izquierdo y S-derecho, para anillos distintos R y S, lo que se denota como R-S-bimódulo. De hecho, cualquier R-módulo derecho es automáticamente un módulo por la izquierda sobre los enteros, lo que lo convierte en un {\displaystyle \mathbb {Z} }-R-bimódulo. Por ejemplo, al {\displaystyle \mathbb {Q} }-módulo derecho natural sobre los racionales se le puede dotar de estructura de {\displaystyle \mathbb {Z} }-{\displaystyle \mathbb {Q} }-bimódulo, que es un {\displaystyle \mathbb {Q} }-módulo artiniano por la derecha pero no un {\displaystyle \mathbb {Z} }-módulo artiniano por la izquierda.
Los bimódulos artinianos se pueden caracterizar mediante la siguiente condición: un bimódulo es artiniano si sus sub-bimódulos satisfacen la condición de la cadena descendente. Un sub-bimódulo de un R-S-bimódulo M es a fortiori un R-módulo izquierdo; si este M es como tal un R-módulo artiniano izquierdo, entonces M es un bimódulo artiniano. El recíproco no es cierto, M puede ser un bimódulo artiniano, y sin embargo como R-módulo izquierdo o S-módulo derecho no serlo.
El siguiente ejemplo ilustra la situación anterior: un anillo simple es artiniano por la izquierda solo si también es artiniano por la derecha, en cuyo caso se dice que es un anillo semisimple. Sea R un anillo simple que no es artiniano por la derecha (con lo cual tampoco lo es por la izquierda). Considerándolo como un R-R bimódulo de la manera natural, sus sub-bimódulos son precisamente los ideales de R. Pero como R es simple, solo hay dos: el ideal trivial y el propio R. En consecuencia, R es artiniano como bimódulo, pero no como módulo izquierdo o como módulo derecho.

## Relación con la condición noetheriana
A diferencia de los anillos, existen módulos artinianos que no son noetherianos. Por ejemplo, la componente p-primaria de {\displaystyle \mathbb {Q} /\mathbb {Z} } (o sea  {\displaystyle \mathbb {Z} [1/p]/\mathbb {Z} }, que es isomorfo al grupo de Prüfer{\displaystyle \mathbb {Z} (p^{\infty })}) considerado como {\displaystyle \mathbb {Z} }-módulo. La cadena 
{\displaystyle \langle 1/p\rangle \subset \langle 1/p^{2}\rangle \subset \langle 1/p^{3}\rangle \subset \cdots }
es infinita, luego {\displaystyle \mathbb {Z} (p^{\infty })} (y por tanto {\displaystyle \mathbb {Q} /\mathbb {Z} }) no es noetheriano.
Sin embargo, cada cadena descendente de (sin peŕdida de generalidad) submódulos propios termina en algún punto: cada cadena de este tipo es de la forma
{\displaystyle \langle 1/n_{1}\rangle \supseteq \langle 1/n_{2}\rangle \supseteq \langle 1/n_{3}\rangle \supseteq \cdots }
para ciertos enteros {\displaystyle n_{1},n_{2},n_{3},\ldots }. La inclusión {\displaystyle \langle 1/n_{i+1}\rangle \subseteq \langle 1/n_{i}\rangle } implica que  {\displaystyle n_{i+1}} divide a {\displaystyle n_{i}}. Por tanto, {\displaystyle n_{1},n_{2},n_{3},\ldots } es una sucesión decreciente de enteros positivos, que eventualmente se vuelve constante. En consecuencia {\displaystyle \mathbb {Z} (p^{\infty })} es artiniano.
Si R es un anillo conmutativo, todo R-módulo cíclico que es artiniano es también noetheriano. Sin embargo, los módulos cíclicos artinianos definidos sobre anillos no conmutativos pueden tener longitud no numerable, como probó Brian Hartley. Otro resultado relevante es el teorema de Hopkins–Levitzki, que establece que las condiciones artiniana y noetheriana son equivalentes para módulos definidos sobre un anillo semiprimario.